# Daïra de Touggourt
La daïra de Touggourt est une circonscription administrative algérienne située dans la wilaya d'Ouargla. Son chef-lieu est situé sur la commune éponyme de Touggourt.
Le 26 novembre 2019, elle est transformée en wilaya à part entière.

## Walis délégués
Le poste de wali délégué de la wilaya déléguée de Touggourt a été occupé par plusieurs personnalités politiques nationales depuis sa création.
| N° | Wali délégué       | Début           | Fin             | Wilaya de Naissance |
| -- | ------------------ | --------------- | --------------- | ------------------- |
| 01 | Abdelkader Bensaïd | 22 juillet 2015 | 2015 (en cours) |                     |
| 02 |                    |                 |                 |                     |

## Communes
La daïra regroupe les quatre communes de Nezla, Tebesbest, Touggourt et Zaouia El Abidia.